# Tendos
Tendos est une ancienne commune du département de la Seine-Maritime réunie à Fontaine-le-Bourg.

## Géographie
Tendos est situé dans une vallée, entre Montville à l'ouest, Mont-Cauvaire au nord, Fontaine-le-Bourg à l'est et Bosc-Guérard-Saint-Adrien au sud.
Le Cailly coule d'est en ouest.

## Histoire
Le fief de Tendos est donné par Robert Courteheuse à Beaudouin du Bosc pour son courage et celui de sa famille lors de la première croisade.
L'église Notre-Dame est partiellement détruite en 1793. Le chœur et la sacristie sont détruits en 1834.
Le 24 décembre 1823, Tendos est réunie suivant une ordonnance royale à Fontaine-le-Bourg.

## Démographie
| 1793 | 1800 | 1806 | 1821 |
| ---- | ---- | ---- | ---- |
| 201  | 249  | 178  | 157  |

## Monuments
- Chapelle Sainte-Austreberthe[3] du XVIIe siècle.
- Manoir[4] du XVIe siècle.
- Manoir[5] du XVIIIe siècle.

## Personnalités
- Famille du Bosc, seigneur de Tendos depuis le XIIe siècle.